# Anton von Gumppenberg

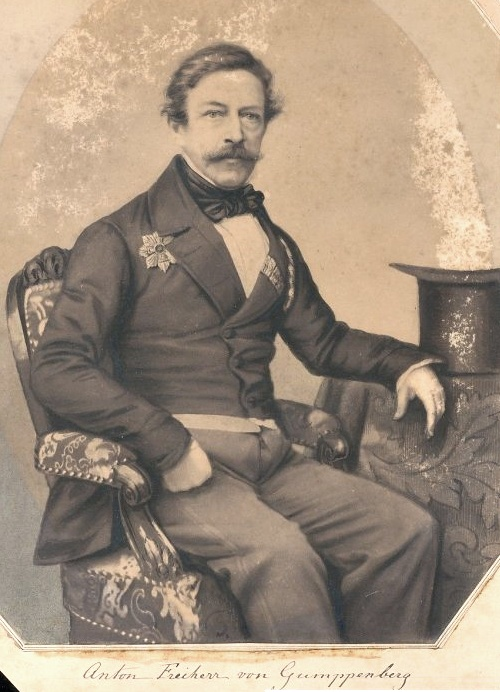
Anton von Gumppenberg, Fotografie aus dem Jahr 1850

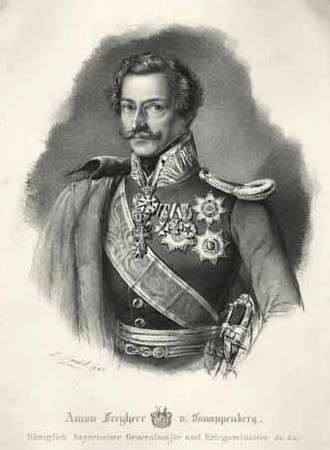
Anton von Gumppenberg

Anton Joseph Freiherr von Gumppenberg zu Pöttmes und Brennberg (* 10. Januar 1787 in Breitenegg; † 5. April 1855 in München) war ein bayerischer General der Infanterie und Kriegsminister.

## Leben

### Herkunft
Er entstammte dem bayerischen Adelsgeschlecht von Gumppenberg und war der Sohn von Maximilian von Gumppenberg (1756–1803) und dessen zweiter Ehefrau Marianne, geborene von Werneck (1759–1800). Sie war die Schwester des Generals Reinhard von Werneck, Chef des Kadettenkorps in München.

### Familie
Am 11. Dezember 1815 verheiratete er sich in Salzburg mit Franziska von Perfall (1789–1861), eine Hofdame der Kronprinzessin. Aus der Ehe gingen zwei Söhne und drei Töchter hervor, u. a. der Sohn:
- Ludwig (1818–1883) ⚭ 1857 Friederike Freiin von Gumppenberg (1823–1916), die König Ludwig I. für seine Schönheitengalerie porträtieren ließ.[1]

Sein jüngerer Bruder Joseph von Gumppenberg (1798–1855) stand im Range eines Generalmajors und wirkte als Festungskommandant von Landau (Pfalz). Beider Neffe – der Sohn ihrer ältesten Schwester Therese Freiin von Gumppenberg (aus der ersten Ehe des Vaters) – war Kardinal Karl August von Reisach (1800–1869).

### Militärkarriere
Anton von Gumppenberg besuchte die Forstschule in Freising und trat am 23. Februar 1805 als Freiwilliger in das Leib-Regiment der Bayerischen Armee ein. Er nahm am Dritten Koalitionskrieg gegen Österreich teil und wurde zum Unterleutnant befördert. 1806/07 focht Gumppenberg als Oberleutnant im Vierten Koalitionskrieg gegen Preußen. Am 24. Juni 1807 erstürmte er ein verschanztes Lager bei Glatz und eroberte trotz hartnäckiger Gegenwehr eine feindliche Batterie. Für seine Entschlossenheit und Tapferkeit erhielt er deshalb mit Armeebefehl vom 15. April 1808 das Ritterkreuz des Militär-Max-Joseph-Ordens.
1809 machte Gumppenberg den Fünften Koalitionskrieg mit, wobei er unter den Augen des Kronprinzen Ludwig von Bayern, im Rahmen der Schlacht von Abensberg, das Dorf Offenstetten erstürmte und dafür zum Ritter der französischen Ehrenlegion erhoben wurde. Nach der Schlacht bei Eggmühl, in der er sich ebenfalls auszeichnete, teilte man den Adeligen am 11. Juni 1809, in Linz, dem Kronprinzen als Ordonnanzoffizier zu. Anschließend kämpfte er im Tiroler Feldzug, u. a. am  Bergisel.

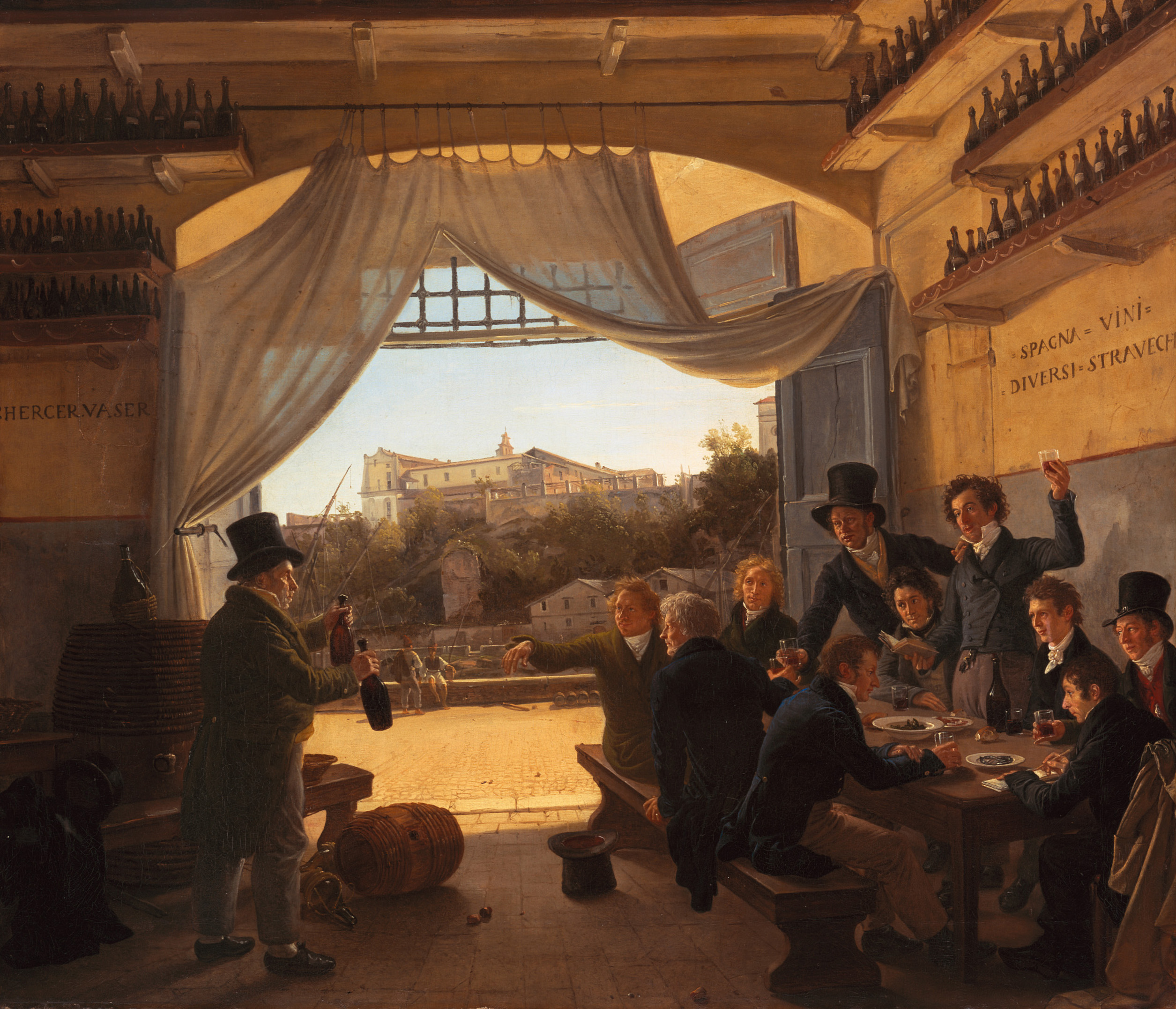
Franz Ludwig Catel: Kronprinz Ludwig von Bayern mit seinen Freunden in der spanischen Taverne zu Rom, 1823. Anton von Gumppenberg ganz rechts außen am Tisch, mit Mantel über der Stuhlehne, links neben ihm Kronprinz Ludwig

Gumppenberg avancierte 1810 zum Hauptmann und wurde im Mai des gleichen Jahres Flügeladjutant des bayerischen Kronprinzen in Salzburg und Innsbruck. Freiwillig nahm er 1812 am Feldzug gegen Russland teil und gehörte dabei zum Generalstab Carl Philipp von Wredes. Am 11. Oktober 1813 zum Major befördert, machte er die Schlacht bei Polozk mit. Während des unglücklichen Winter-Rückzugs der Großen Armee entsandte ihn Wrede als Kurier nach München um dem König vorab die Niederlage zu melden. Er kehrte in seine Stellung als Adjutant von Kronprinz Ludwig zurück und begleitete diesen nach Paris und London, ebenso wie auf dem Sommerfeldzug von 1815.
1817 zum Oberstleutnant befördert, nahm Gumppenberg 1820 und 1823 an den Romreisen des Kronprinzen teil; 1821 hatte er das Amt des Hofmarschalls übernommen. Als Kronprinz Ludwig 1825 König geworden war, behielt er Gumppenberg als Flügeladjutanten und Hofmarschall. 1828 erhielt er das Komturkreuz des Verdienstordens der Bayerischen Krone, 1832 beförderte man ihn zum Generalmajor und 1835 begleitete er den König auf eine Griechenlandreise.
Anton von Gumppenberg trat 1838 auf eigenen Wunsch in den aktiven Militärdienst zurück und übernahm als Kommandeur die 4. Armee-Division in Würzburg, bald darauf die 1. Division in München. 1838 wurde er Inhaber des 4. Infanterie-Regiments, dass bis zu seinem Tod seinen Namen als Zusatz trug. Gleichzeitig gehörte er zur engsten Umgebung des Königs auf dessen Fahrten nach Rom, Neapel, Sizilien und Ischia.
Am 9. Juli 1839 wurde Gumppenberg Kriegsminister, im gleichen Jahr lebenslanger Reichsrat der Krone Bayerns. 1841 zeichnete man ihn mit dem Großkreuz des Verdienstordens vom Heiligen Michael und 1845 mit dem Großkreuz des Verdienstordens der Bayerischen Krone aus. Papst Gregor XVI. hatte ihn 1839 mit dem Christusorden geehrt, der höchsten Auszeichnung des Heiligen Stuhls.
1847 resignierte der Freiherr vom Amt des Kriegsministers und wurde Kommandeur der 3. Division in Augsburg, im Herbst 1850 Befehlshaber des II. Armee-Korps in Würzburg. Am 31. März 1855 zum General der Infanterie befördert, starb Gumppenberg unerwartet am 5. April des Jahres zu München, als er gerade wieder nach Würzburg zurückkehren wollte.

## Grabstätte

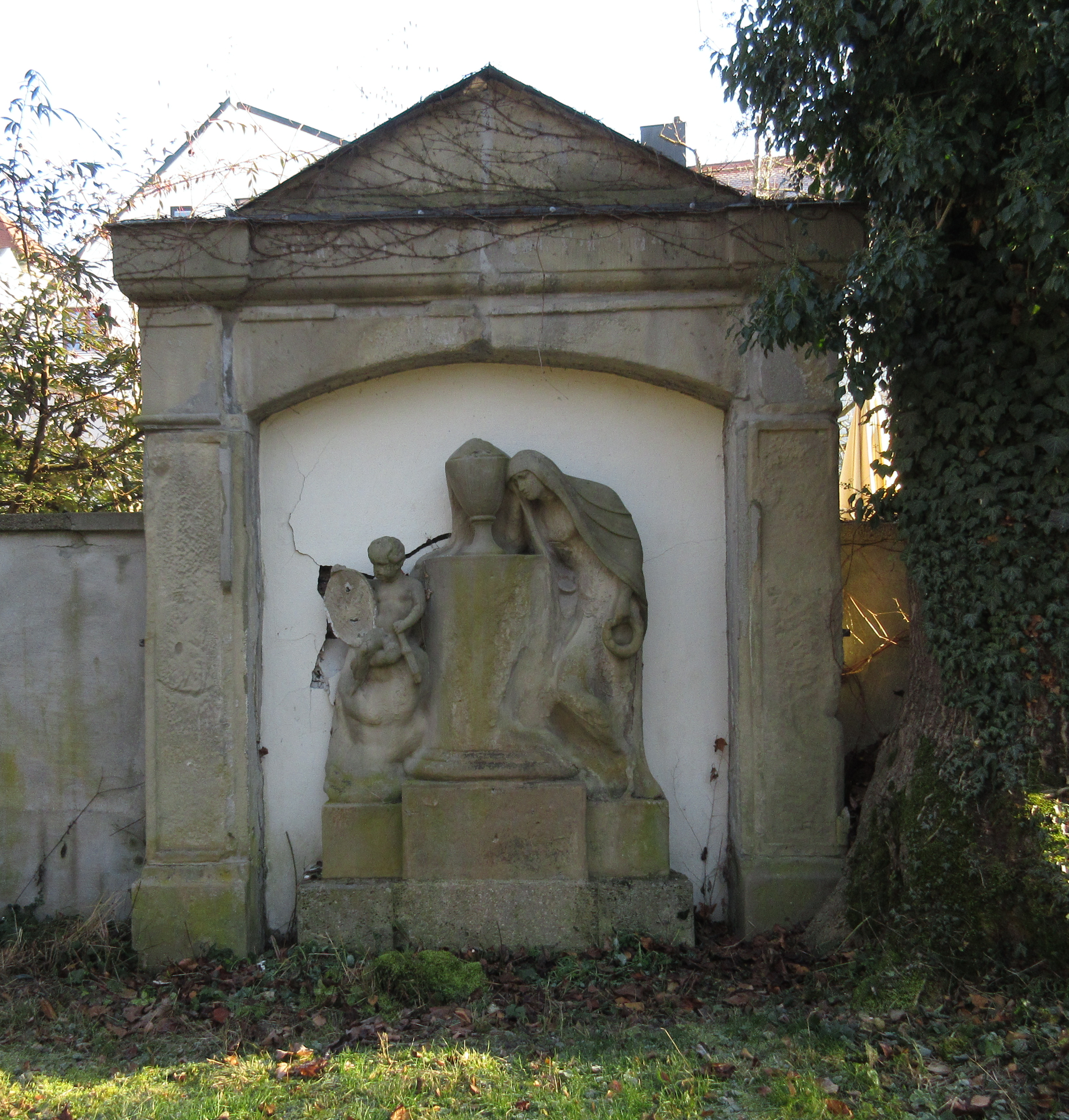
Grab von Anton Gumppenberg auf dem Alten Südlichen Friedhof in München

Die Grabstätte von Anton Gumppenberg befindet sich auf dem Alten Südlichen Friedhof in München (Mauer Links Platz 257/259 bei Gräberfeld 11) Standort.